# ホルヘ・ブルチャガ
ホルヘ・ルイス・ブルチャガ（Jorge Luis Burruchaga, 1962年10月9日 - ）は、アルゼンチン・エントレ・リオス州出身のサッカー選手、サッカー指導者。ニックネームはブル (Burru) 。メインのポジションはミッドフィールダー（オフェンシブハーフ）だが、時にFWとしても起用された。息子のロマン・ブルチャガはテニス選手、マウロ・ブルチャガはサッカー選手である。
ィンデペンディエンテでは、1984年のリベルタドーレス杯で2試合を通じての決勝ゴールを決め、優勝に貢献。1986年メキシコワールドカップでは1ゴール1アシストの活躍で、アルゼンチンを優勝に導いた。

## クラブ経歴
CAインデペンディエンテでは、1983年にアルゼンチンリーグ優勝、1984年コパ・リベルタドーレス1次リーグ、2次リーグで9試合5ゴールを決め、決勝進出に大きな役割を果たすと、決勝のグレミオ戦で1stレグで決勝ゴールを決め、これが1stレグ、2ndレグを通じて唯一のゴールとなり、優勝の原動力となった、同年12月日本で開催されたインターコンチネンタルカップではリヴァプールを1-0で破り優勝を果たした。
1985年、1982年と1983年にもオファーを出した、フランスのFCナントに移籍。移籍初年度はリーグ2位、UEFAカップでは準々決勝まで進出した。1986年のワールドカップ後、マラドーナの所属するSSCナポリが獲得に動いたが、クラブ間合意に至らず移籍は成立しなかった。1987年に膝に大怪我を負い、再起不能とまで言われたこともあった。数度の膝の故障により、サンプドリア、インテルへの移籍がそれぞれ破談となった。その後、ナントのキャプテンを務め、1992年まで在籍した。
1992-93シーズンはヴァランシエンヌFCに移籍、リーグ戦で二桁ゴールを挙げる活躍をしていたが、八百長疑惑に巻き込まれ、2年間はクラブチームでの試合からの出場停止処分を受けた。
処分が明けてからは古巣インデペンディエンテに復帰、1996年の南米スーパーカップ制覇や1995年のレコパカップの優勝に貢献し(1996年、神戸で開催されたグレミオ戦では試合には敗れたが、PKで1ゴールを決めている。)、1998年のアルゼンチンリーグ前期リーグ、ベレス・サルスフィエルド戦を最後に引退した。

## 代表経歴
1983年から1990年にかけてアルゼンチン代表でプレーし、1983年のコパ・アメリカでは得点数は3ゴールながら大会得点王になった。
1986年、メキシコワールドカップでは、グループリーグ最終戦のブルガリア戦でゴール、準決勝のベルギー戦ではマラドーナの決勝ゴールをアシスト、決勝戦の西ドイツ戦ではFKからブラウンの先制点をアシスト、さらに決勝点となる3点目のゴールを決めアルゼンチンに優勝をもたらした。
1990年、イタリアワールドカップでは、グループリーグ第2戦ソビエト連邦戦でゴールを決めるなど全7試合に出場、決勝に進出したが、西ドイツに0-1と破れ準優勝に終わった。1994年のワールドカップアメリカ大会時、アルゼンチンサッカー協会が大会メンバーに招集すべく動いたが、フランスリーグでの八百長事件により、1996年度まで出場停止であるとFIFAが結論付けたため、メンバー入りが出来なかった。代表では57試合に出場13ゴールを挙げた。

## 指導者経歴
現役引退後は指導者として国内クラブの監督を歴任している。2005年、レイナルド・メルロの後継としてエストゥディアンテス・デ・ラ・プラタの監督に就任した。
2006年にCAインデペンディエンテの監督に就任したが、2007年4月に更迭された。2008年にCAバンフィエルドの監督に就任したが、2009年3月に辞任した。

## プレースタイルなど
ゴール前に突如出現してゴールを奪う感覚や、サッカーセンスの高さを武器に活躍した。代表ではディエゴ・マラドーナとのプレーの相性がとてもよく、マラドーナは、自分の副官の様な存在であったとしている。

## 個人成績

### クラブでの成績
| クラブ       | クラブ               | クラブ          | リーグ | リーグ | カップ | カップ | リーグ杯 | リーグ杯 | 国際大会 | 国際大会 | 合計 | 合計 |
| シーズン     | クラブ               | リーグ          | 出場   | 得点   | 出場   | 得点   | 出場     | 得点     | 出場     | 得点     | 出場 | 得点 |
| アルゼンチン | アルゼンチン         | アルゼンチン    | リーグ | リーグ | カップ | カップ | リーグ杯 | リーグ杯 | 国際大会 | 国際大会 | 合計 | 合計 |
| ------------ | -------------------- | --------------- | ------ | ------ | ------ | ------ | -------- | -------- | -------- | -------- | ---- | ---- |
| 1980         | アルセナル           | プリメーラB     | 15     | 1      | —      | —      | —        | —        | —        | —        | 15   | 1    |
| 1981         | アルセナル           | プリメーラB     | 34     | 6      | —      | —      | —        | —        | —        | —        | 34   | 6    |
| 1982         | インデペンディエンテ | プリメーラ      | 52     | 17     | —      | —      | —        | —        |          |          |      |      |
| 1983         | インデペンディエンテ | プリメーラ      | 55     | 23     | —      | —      | —        | —        |          |          |      |      |
| 1984         | インデペンディエンテ | プリメーラ      | 29     | 10     | —      | —      | —        | —        |          |          |      |      |
| 1985         | インデペンディエンテ | プリメーラ      | 10     | 3      | —      | —      | —        | —        |          |          |      |      |
| 1985–86      | インデペンディエンテ | プリメーラ      | 0      | 0      | —      | —      | —        | —        |          |          |      |      |
| フランス     | フランス             | フランス        | リーグ | リーグ | カップ | カップ | リーグ杯 | リーグ杯 | 国際大会 | 国際大会 | 合計 | 合計 |
| 1985–86      | ナント               | ディヴィジオン1 | 36     | 9      |        |        |          |          |          |          |      |      |
| 1986–87      | ナント               | ディヴィジオン1 | 30     | 6      |        |        |          |          |          |          |      |      |
| 1987–88      | ナント               | ディヴィジオン1 | 10     | 2      |        |        |          |          |          |          |      |      |
| 1988–89      | ナント               | ディヴィジオン1 | 6      | 2      |        |        |          |          |          |          |      |      |
| 1989–90      | ナント               | ディヴィジオン1 | 27     | 4      |        |        |          |          |          |          |      |      |
| 1990–91      | ナント               | ディヴィジオン1 | 3      | 0      |        |        |          |          |          |          |      |      |
| 1991–92      | ナント               | ディヴィジオン1 | 28     | 4      |        |        |          |          |          |          |      |      |
| 1992–93      | ヴァランシエンヌ     | ディヴィジオン1 | 32     | 10     |        |        |          |          |          |          |      |      |
| アルゼンチン | アルゼンチン         | アルゼンチン    | リーグ | リーグ | カップ | カップ | リーグ杯 | リーグ杯 | 国際大会 | 国際大会 | 合計 | 合計 |
| 1994–95      | インデペンディエンテ | プリメーラ      | 11     | 1      | —      | —      | —        | —        |          |          |      |      |
| 1995–96      | インデペンディエンテ | プリメーラ      | 27     | 6      | —      | —      | —        | —        |          |          |      |      |
| 1996–97      | インデペンディエンテ | プリメーラ      | 31     | 9      | —      | —      | —        | —        |          |          |      |      |
| 1997–98      | インデペンディエンテ | プリメーラ      | 20     | 3      | —      | —      | —        | —        |          |          |      |      |
| 小計         | アルゼンチン         | アルゼンチン    | 284    | 79     | —      | —      | —        | —        |          |          |      |      |
| 小計         | フランス             | フランス        | 140    | 37     |        |        | —        | —        |          |          |      |      |
| 合計         | 合計                 | 合計            | 424    | 116    |        |        | —        | —        |          |          |      |      |

### 代表での成績
出典
| アルゼンチン代表 | 国際Aマッチ | 国際Aマッチ |
| 年               | 出場        | 得点        |
| ---------------- | ----------- | ----------- |
| 1983             | 7           | 3           |
| 1984             | 12          | 2           |
| 1985             | 9           | 3           |
| 1986             | 10          | 2           |
| 1987             | 1           | 1           |
| 1988             | 0           | 0           |
| 1989             | 7           | 0           |
| 1990             | 11          | 2           |
| 通算             | 57          | 13          |